# 堠堌汉墓
堠堌汉墓，位于山东省聊城市东昌府区斗虎屯镇堠堌村西农田中，是中华人民共和国山东省文物保护单位之一。
2006年12月7日，授予山东省文物保护单位，是一座古墓葬。